# Homoki kikerics
A homoki kikerics (Colchicum arenarium), a liliomvirágúak (Liliales) rendjében a kikericsfélék (Colchicaceae) családjának kikerics nemzetségébe tartozó, Magyarországon szubendemikus növényfaj. Magyarországon fokozottan védett.

## Jellemzése
A homoki kikerics 5-15 cm magas növény. Hosszúkás-lándzsás, szürkészöld, épszélű levelekkel rendelkezik, melyek  10–15 cm magasak, 0,5–3 cm szélesek, és számuk 2-5 között változik.

Virágainak színe a rózsaszíntől a lilásbíborig változhat, a lepellevelek 2,5-3,5 cm hosszúak, 3–10 mm szélesek, hosszúkásak. A bibék tompák, a csúcsuknál is egyenletesen vastagok. Porzóinak száma 6. Lepelcimpái jóval kisebbek (2–3 cm), mint gyakoribb rokonáé az őszi kikericsé (Colchicum autumnale). Termése 1–2 cm hosszú, orsó alakú, három rekeszű toktermés.

## Elterjedése, élőhelye
A homoki kikerics szubendemikus faj lévén kizárólag a Kárpát medencében, azon belül is a Duna-Tisza közén, a Gödöllői-dombságban, valamint a Tétényi-fennsíkon fordul elő; valamint a Balkán néhány pontján is.
Élőhelyéül a sztyepprétek, homokpusztagyepek, homoki legelők és nyílt homoki tölgyesek szolgálnak.

## Szaporodása
Virágzása szeptember–októberben történik. Érdekessége, hogy virágzáskor már nem viseli leveleit. Ezeket tavasszal hozza, majd hervasztja, a magját is ekkor érleli és hullatja, virágját azonban csak ősszel nyitja és a magok a következő tavasszal érnek be.